# Manchester United F.C. mùa bóng 1975–76
Manchester United mùa bóng 1975-76 là mùa giải bóng đá lần thứ 74 của câu lạc bộ Manchester United tại The Football League và lần đầu tiên ở giải hạng nhất Anh sau khi giành chức vô địch Hạng nhì Anh ở mùa bóng trước. Họ đã hoàn thành giải đấu Giải hạng nhất Anh với vị trí thứ ba, đây là thành tích cao nhất kể từ năm 1968, đủ điều kiện tham dự Cúp UEFA.
Man Utd tiến tới trận chung kết Cúp FA diễn ra trên sân Wembley, tuy nhiên họ để thua 1–0 trước Southampton đến từ giải Hạng hai. Bàn thắng duy nhất được ghi bởi tiền đạo Bobby Stokes. Đây là lần thứ 2 kể từ Chiến tranh thế giới thứ 2 rằng Đội hạng hai giành cúp, làn còn lại vòa 3 năm trước, khi Sunderland đánh bại Leeds United.

## Giải hạng nhất Anh
| Ngày                 | Đối thủ                 | H / A | Kết quả F–A | Tỷ số                                     | Số khán giả | Giải đấu Vị trí |
| -------------------- | ----------------------- | ----- | ----------- | ----------------------------------------- | ----------- | --------------- |
| 16 tháng 8 năm 1975  | Wolverhampton Wanderers | A     | 2–0         | Macari (2)                                | 32,348      | 1               |
| 19 tháng 8 năm 1975  | Birmingham City         | A     | 2–0         | McIlroy (2)                               | 33,177      | 1               |
| 23 tháng 8 năm 1975  | Sheffield United        | H     | 5–1         | Pearson (2), Badger (o.g.), Daly, McIlroy | 55,948      | 1               |
| 27 tháng 8 năm 1975  | Coventry City           | H     | 1–1         | Pearson                                   | 52,169      | 1               |
| 30 tháng 8 năm 1975  | Stoke City              | A     | 1–0         | Dodd (o.g.)                               | 33,092      | 1               |
| 6 tháng 9 năm 1975   | Tottenham Hotspur       | H     | 3–2         | Pratt (o.g.), Daly (2; 1 pen.)            | 51,641      | 1               |
| 13 tháng 9 năm 1975  | Queens Park Rangers     | A     | 0–1         |                                           | 29,237      | 1               |
| 20 tháng 9 năm 1975  | Ipswich Town            | H     | 1–0         | Houston                                   | 50,513      | 1               |
| 24 tháng 9 năm 1975  | Derby County            | A     | 1–2         | Daly                                      | 33,187      | 2               |
| 27 tháng 9 năm 1975  | Manchester City         | A     | 2–2         | McCreery, Macari                          | 46,931      | 3               |
| 4 tháng 10 năm 1975  | Leicester City          | H     | 0–0         |                                           | 47,878      | 1               |
| 11 tháng 10 năm 1975 | Leeds United            | A     | 2–1         | McIlroy (2)                               | 40,264      | 2               |
| 18 tháng 10 năm 1975 | Arsenal                 | H     | 3–1         | Coppell (2), Pearson                      | 53,885      | 1               |
| 25 tháng 10 năm 1975 | West Ham United         | A     | 1–2         | Macari                                    | 38,601      | 2               |
| 1 tháng 11 năm 1975  | Norwich City            | H     | 1–0         | Pearson                                   | 50,587      | 1               |
| 8 tháng 11 năm 1975  | Liverpool               | A     | 1–3         | Coppell                                   | 49,137      | 5               |
| 15 tháng 11 năm 1975 | Aston Villa             | H     | 2–0         | Coppell, McIlroy                          | 51,682      | 3               |
| 22 tháng 11 năm 1975 | Arsenal                 | A     | 1–3         | Pearson                                   | 40,102      | 5               |
| 29 tháng 11 năm 1975 | Newcastle United        | H     | 1–0         | Daly                                      | 52,624      | 4               |
| 6 tháng 12 năm 1975  | Middlesbrough           | A     | 0–0         |                                           | 32,454      | 4               |
| 13 tháng 12 năm 1975 | Sheffield United        | A     | 4–1         | Pearson (2), Hill, Macari                 | 31,741      | 3               |
| 20 tháng 12 năm 1975 | Wolverhampton Wanderers | H     | 1–0         | Hill                                      | 44,269      | 2               |
| 23 tháng 12 năm 1975 | Everton                 | A     | 1–1         | Macari                                    | 41,732      | 1               |
| 27 tháng 12 năm 1975 | Burnley                 | H     | 2–1         | McIlroy, Macari                           | 59,726      | 2               |
| 10 tháng 1 năm 1976  | Queens Park Rangers     | H     | 2–1         | Hill, McIlroy                             | 58,312      | 1               |
| 17 tháng 1 năm 1976  | Tottenham Hotspur       | A     | 1–1         | Hill                                      | 49,189      | 1               |
| 31 tháng 1 năm 1976  | Birmingham City         | H     | 3–1         | Forsyth, Macari, McIlroy                  | 50,726      | 1               |
| 7 tháng 2 năm 1976   | Coventry City           | A     | 1–1         | Macari                                    | 33,922      | 2               |
| 18 tháng 2 năm 1976  | Liverpool               | H     | 0–0         |                                           | 59,709      | 2               |
| 21 tháng 2 năm 1976  | Aston Villa             | A     | 1–2         | Macari                                    | 50,094      | 3               |
| 25 tháng 2 năm 1976  | Derby County            | H     | 1–1         | Pearson                                   | 59,632      | 3               |
| 28 tháng 2 năm 1976  | West Ham United         | H     | 4–0         | Forsyth, Macari, McCreery, Pearson        | 57,220      | 3               |
| 13 tháng 3 năm 1976  | Leeds United            | H     | 3–2         | Houston, Pearson, Daly                    | 59,429      | 3               |
| 17 tháng 3 năm 1976  | Norwich City            | A     | 1–1         | Hill                                      | 27,782      | 2               |
| 20 tháng 3 năm 1976  | Newcastle United        | A     | 4–3         | Pearson (2), Bird (o.g.), Howard (o.g.)   | 41,427      | 2               |
| 27 tháng 3 năm 1976  | Middlesbrough           | H     | 3–0         | Daly (pen.), McCreery, Hill               | 58,527      | 2               |
| 10 tháng 4 năm 1976  | Ipswich Town            | A     | 0–3         |                                           | 34,889      | 3               |
| 17 tháng 4 năm 1976  | Everton                 | H     | 2–1         | Kenyon (o.g.), McCreery                   | 61,879      | 3               |
| 19 tháng 4 năm 1976  | Burnley                 | A     | 1–0         | Macari                                    | 27,418      | 3               |
| 21 tháng 4 năm 1976  | Stoke City              | H     | 0–1         |                                           | 53,879      | 3               |
| 24 tháng 4 năm 1976  | Leicester City          | A     | 1–2         | Coyne                                     | 31,053      | 3               |
| 4 tháng 5 năm 1976   | Manchester City         | H     | 2–0         | Hill, McIlroy                             | 59,517      | 3               |

| Pos | Club                | Pld | W  | D  | L  | GF | GA | GAvg  | Pts |
| --- | ------------------- | --- | -- | -- | -- | -- | -- | ----- | --- |
| 2   | Queens Park Rangers | 42  | 24 | 11 | 7  | 67 | 33 | 2.030 | 59  |
| 3   | Manchester United   | 42  | 23 | 10 | 9  | 68 | 42 | 1.619 | 56  |
| 4   | Derby County        | 42  | 21 | 11 | 10 | 75 | 58 | 1.293 | 53  |

Pld = Số trận; W = Số trận thắng; D = Số trận hòa; L = Số trận thua; GF = Số bàn thắng; GA = Số bàn thua; GAvg = Hiệu số bàn thắng thua; Pts = Số điểm

## FA Cup
| Thời gian           | Vòng đấu      | Đối thủ                 | H / A | Kết quả F–A | Tỷ số                       | Số khán giả |
| ------------------- | ------------- | ----------------------- | ----- | ----------- | --------------------------- | ----------- |
| 3 tháng 1 năm 1976  | Vòng 3        | Oxford United           | H     | 2–1         | Daly (2; 2 pen.)            | 41,082      |
| 24 tháng 1 năm 1976 | Vòng 4        | Peterborough United     | H     | 3–1         | Forsyth, McIlroy, Hill      | 56,352      |
| 14 tháng 2 năm 1976 | Vòng 5        | Leicester City          | A     | 2–1         | Macari, Daly                | 34,000      |
| 6 tháng 3 năm 1976  | Vòng 6        | Wolverhampton Wanderers | H     | 1–1         | Daly                        | 59,433      |
| 9 tháng 3 năm 1976  | Vòng 6 đá lại | Wolverhampton Wanderers | A     | 3–2 (aet)   | Pearson, Greenhoff, McIlroy | 44,373      |
| 3 tháng 4 năm 1976  | Vòng bán kết  | Derby County            | N     | 2–0         | Hill (2)                    | 55,000      |
| 1 tháng 5 năm 1976  | Chung kết     | Southampton             | N     | 0–1         |                             | 100,000     |

## League Cup
| Ngày                 | Vòng đấu | Đối thủ         | H / A | Kết quả F–A | Tỷ số           | Số khán giả |
| -------------------- | -------- | --------------- | ----- | ----------- | --------------- | ----------- |
| 10 tháng 9 năm 1975  | Vòng 2   | Brentford       | H     | 2–1         | Macari, McIlroy | 25,286      |
| 22 tháng 9 năm 1975  | Vòng 3   | Aston Villa     | A     | 2–1         | Macari, Coppell | 41,447      |
| 12 tháng 11 năm 1975 | Vòng 4   | Manchester City | A     | 0–4         |                 | 50,182      |

## Thống kê đội hình
| Vị trí | Tên             | Giải đấu | Giải đấu     | FA Cup  | FA Cup       | League Cup | League Cup   | Tổng cộng | Tổng cộng    |
| Vị trí | Tên             | Số trận  | Số bàn thắng | Số trận | Số bàn thắng | Số trận    | Số bàn thắng | Số trận   | Số bàn thắng |
| ------ | --------------- | -------- | ------------ | ------- | ------------ | ---------- | ------------ | --------- | ------------ |
| GK     | Paddy Roche     | 4        | 0            | 0       | 0            | 1          | 0            | 5         | 0            |
| GK     | Alex Stepney    | 38       | 0            | 7       | 0            | 2          | 0            | 47        | 0            |
| DF     | Arthur Albiston | 2(1)     | 0            | 0       | 0            | 0          | 0            | 2(1)      | 0            |
| DF     | Martin Buchan   | 42       | 0            | 7       | 0            | 3          | 0            | 52        | 0            |
| DF     | Alex Forsyth    | 28       | 2            | 7       | 1            | 0          | 0            | 35        | 3            |
| DF     | Brian Greenhoff | 40       | 0            | 7       | 1            | 3          | 0            | 50        | 1            |
| DF     | Tony Grimshaw   | 0(1)     | 0            | 0       | 0            | 0(1)       | 0            | 0(2)      | 0            |
| DF     | Stewart Houston | 42       | 2            | 7       | 0            | 3          | 0            | 52        | 2            |
| DF     | Jimmy Nicholl   | 15(5)    | 0            | 0(2)    | 0            | 3          | 0            | 18(7)     | 0            |
| DF     | Tony Young      | 0(1)     | 0            | 0       | 0            | 0          | 0            | 0(1)      | 0            |
| MF     | Steve Coppell   | 39       | 4            | 7       | 0            | 3          | 1            | 49        | 5            |
| MF     | Gerry Daly      | 41       | 7            | 7       | 4            | 3          | 0            | 51        | 11           |
| MF     | Tommy Jackson   | 16(1)    | 0            | 0       | 0            | 3          | 0            | 19(1)     | 0            |
| MF     | Jimmy Kelly     | 0(1)     | 0            | 0       | 0            | 0          | 0            | 0(1)      | 0            |
| MF     | David McCreery  | 12(16)   | 4            | 1(2)    | 0            | 0(1)       | 0            | 13(19)    | 4            |
| MF     | Sammy McIlroy   | 41       | 10           | 7       | 2            | 3          | 1            | 51        | 13           |
| FW     | Peter Coyne     | 1(1)     | 1            | 0       | 0            | 0          | 0            | 1(1)      | 1            |
| FW     | Gordon Hill     | 26       | 7            | 7       | 3            | 0          | 0            | 33        | 10           |
| FW     | Lou Macari      | 36       | 12           | 6       | 1            | 3          | 2            | 45        | 15           |
| FW     | Stuart Pearson  | 39       | 13           | 7       | 1            | 3          | 0            | 49        | 14           |
| –      | Phản lưới nhà   | –        | 6            | –       | 0            | –          | 0            | –         | 6            |